# Plana d'Utiel
La Meseta de Requena o Plana d'Utiel és una comarca castellanoparlant de l'interior del País Valencià, amb Requena com capital o centre de communicació.
Va ser segregada de la província de Conca i incorporada a la de València al segle xix a excepció de Sinarques i Xera, municipis els quals ja formaven part del Regne de València des de la reconquesta i ocupació aragonesa del segle xiii.
Limita pel nord i per l'oest amb Castella-la Manxa, al nord-est amb els Serrans, a l'est amb la Foia de Bunyol i al sud amb la Vall de Cofrents.

## Història
Històricament aquesta comarca, des de la colonització cristiana vers els andalusins, pertanyé al Regne de Castella a excepció ja feta dels municipis anteriorment citats. Tanmateix, pel tractat de Cazola, poblacions com Requena pertanyia a les conquestes catalanoaragoneses, però Alfons X l'ocupà injustament per a Castella, amb les protestes i oposició de Jaume I. Però des de juny de 1851 la Plana d'Utiel passà formar part de la província de València en la divisió provincial espanyola realitzada per Javier de Burgos i, des d'aleshores, ha compartit el seu destí amb la resta de les comarques del País Valencià fins a l'actualitat. Malgrat la seua pertinença castellana, aquesta zona ja en temps protohistòrics mantenia lligams culturals i econòmics amb la resta dels territoris ibers de la costa valenciana (Edetània, Contestània i Ilercavònia).
De fet, eixa comarca pertanyia a l'Edetània i era per tant territori iber, com la resta de les futures terres valencianes, a diferència, cal dir-ho, de la província castellana de Conca, de cultura principalment cèltica tot i que lleugerament iberitzada. Fins i tot Kelin, una de les més importants ciutats ibèriques prevalencianes (com ho demostra el fet que disposara de seca), es trobava a la rodalia de Caudete de las Fuentes, a l'actual altiplà utielà. Això i la frontera geogràfica natural del riu Cabriol, que separa el País Valencià de Castella, van ser aspectes determinants a l'hora de la integració d'aquesta àrea en la demarcació valenciana.
Ja en temps relativament recents, en aquesta comarca s'establirien molts treballadors de la seda valencians, la qual cosa suposà un important reviscolament per a l'economia de la zona, i que explica que hi haja a hores d'ara en la comarca tants cognoms valencians (com ara els Ferrer), a banda dels autòctons castellans. I va ser també gràcies al port de València que els prestigiosos vins de la Plana d'Utiel van ser exportats a tot arreu del món.

## Geografia
Immediatament al sud de la serra del Negrete s'escampa l'altiplà de Requena, que administrativament correspon a la comarca de la Plana d'Utiel-Requena. Aquestes terres de parla castellana són la continuació valenciana de les planures manxegues, i que foren separades d'aquestes per l'acció erosiva del riu Cabriol.
Està limitada per les serres d'Utiel pel nord, de Las Cabrillas pel nord-est, de Malacara per l'est, de Martés pel sud-est, de Rubial pel sud-oest i de Bicuerca per l'oest, i per les Gorges del Cabriol pel sud.
L'altiplà de Requena és una plataforma relativament plana, basculada de NO (900m d'altitud a Camporrobles) a SE (600m a Campo Arcís) i amb una altura mitjana de 750 m. Es troba drenada per dos rius: el Magre i el Cabriol, també la rambla Albosa afluent d'aquest darrer.

## Comarca històrica
La Plana d'Utiel-Requena és una comarca històrica que ja apareixia com a Pla de Requena al mapa de comarques d'Emili Beüt Comarques naturals del Regne de València, publicat l'any 1934. L'única diferència és que aleshores no en formaven part els municipis de Xera i Sinarques, històricament valencianes de la comarca Els Serrans, mentre que la resta dels municipis formaven part de Castella fins al segle xix.

## Administració

### Municipis
Els municipis d'aquesta comarca són:
| |          |          |          |
| \| Municipi \| Població \| Extensió \| Densitat \| \| ----------------------- \| -------- \| -------- \| -------- \| \| Camporrobles \| 1.189 \| 89,50 \| 13,3 \| \| Caudete de las Fuentes \| 693 \| 34,60 \| 20,0 \| \| Fuenterrobles \| 688 \| 49,50 \| 13,9 \| \| Requena \| 20.387 \| 814,20 \| 25,0 \| \| Sinarques \| 1.113 \| 102,50 \| 10,9 \| \| Utiel \| 11.632 \| 236,90 \| 49,1 \| \| Venta del Moro \| 1.164 \| 272,60 \| 4,3 \| \| Villargordo del Cabriel \| 577 \| 54,5 \| 10,6 \| \| Xera \| 483 \| 71,60 \| 6,7 \| \| Total \| 37.926 \| 1.725,9 \| 22,0 \| |          |          |          |
| Municipi | Població | Extensió | Densitat |
| Camporrobles | 1.189    | 89,50    | 13,3     |
| Caudete de las Fuentes | 693      | 34,60    | 20,0     |
| Fuenterrobles | 688      | 49,50    | 13,9     |
| Requena | 20.387   | 814,20   | 25,0     |
| Sinarques | 1.113    | 102,50   | 10,9     |
| Utiel | 11.632   | 236,90   | 49,1     |
| Venta del Moro | 1.164    | 272,60   | 4,3      |
| Villargordo del Cabriel | 577      | 54,5     | 10,6     |
| Xera | 483      | 71,60    | 6,7      |
| Total | 37.926   | 1.725,9  | 22,0     |

### Mancomunitats
- Mancomunitat de l'Interior Terra del Vi, engloba tots el municipis de la comarca excepte Xera.
- Mancomunitat El Tejo, entre la Plana d'Utiel (Requena i Xera) i la Foia de Bunyol (Setaigües).

### Partits judicials
- Requena, aglutina tots el municipis de la comarca, més els de la Vall de Cofrents i la Foia de Bunyol.

## Vies de Comunicació
La principal carretera que dona accés a la comarca és l'A-3 o Autovia de l'Est (Madrid-València) que creua la comarca d'oest a est passant pels municipis de Villargordo del Cabriol, Caudete de las Fuentes, Utiel i Requena. Creua el riu Cabriol prop de la presa de Contreras mitjançant un viaducte. Per l'altre extrem de la comarca, l'autovia també supera el pas de las Cabrillas mitjançant altre viaducte, el de Bunyol. Pel que fa a carreteres, dues nacionals completen la xarxa comarcal: la N-330 que ve d'Ademús-Terol, passant per Sinarques, Utiel i Requena dirigint-se cap a Cofrents-Ayora-Almansa. La segona nacional, la N-332 que naix de Requena i es dirigeix cap a Albacete en direcció est.
El ferrocarril creua també la comarca. La línia 3 de Rodalies de València uneix la comarca amb la capital valenciana amb 4 esctacions (El Rebollar, Requena, San Antonio de Requena i Utiel). També compta amb tres estacions la línia 5 de trens regionals de RENFE que uneix València amb Madrid (Requena, Utiel i las Cuevas de Utiel).
El tren d'alta velocitat AVE en la línia Madrid-València també creua la comarca i té parada en el terme municipal de Requena, a l'estació de Requena-Utiel.
Finalment, la comarca compta amb un aeròdrom privat que dona servei aviació general prop del llogaret d'El Rebollar, al terme municipal de Requena.

## Llocs d'interés

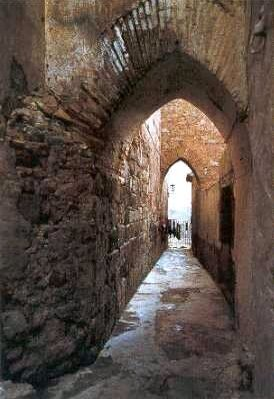
Alguns dels carrers de la Villa de Requena

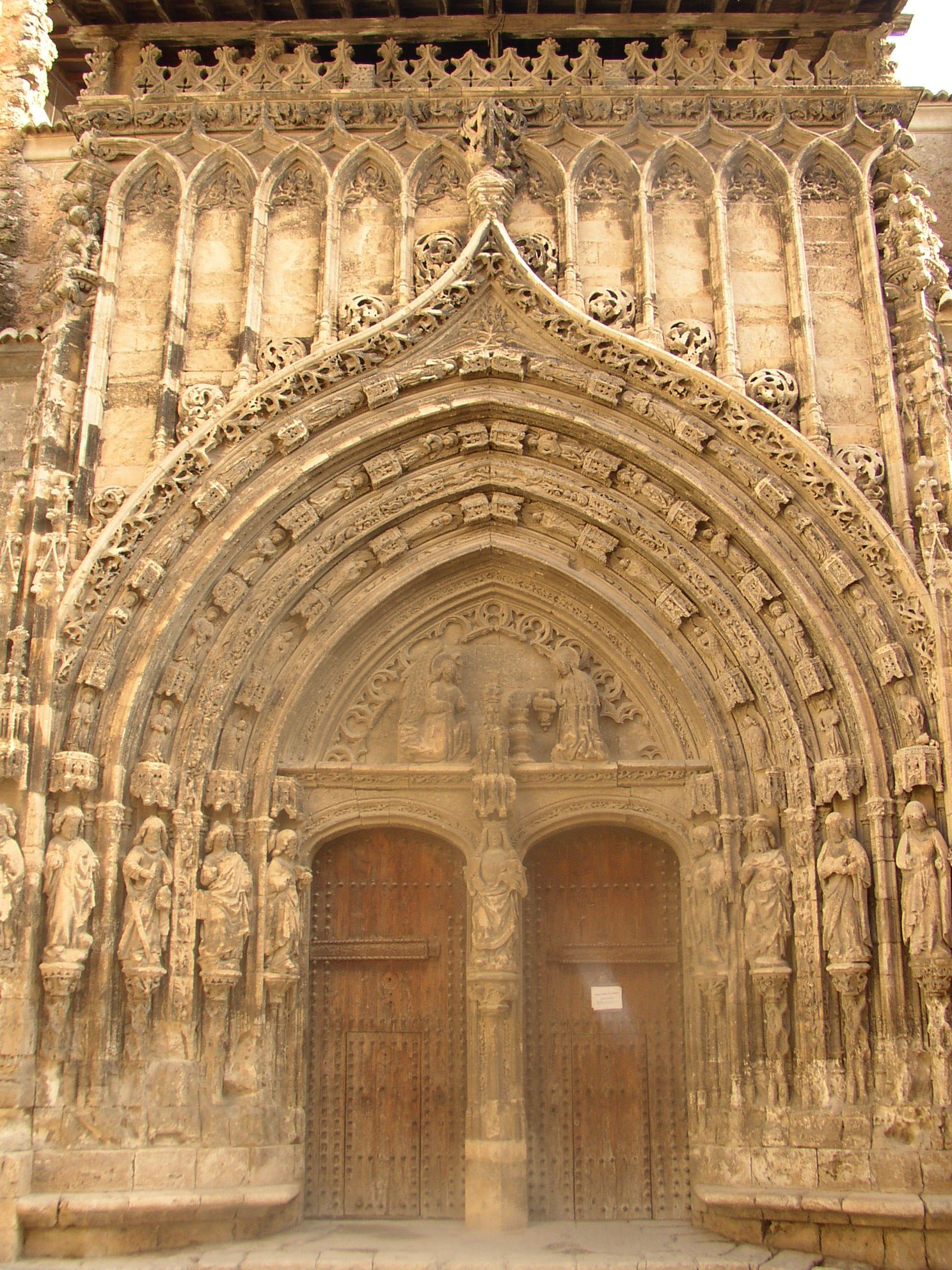
Portal gòtic de l'església de Santa Maria de Requena

- Barri de la Villa de Requena, és el més antic del municipi on es van registrar els primers indicis de població. En època almohade, La Villa adquireix l'estructura urbana que correspon al prototip de les ciutats hispà-musulmanes, en la qual es destaca: La Fortalesa, Plaza d'Armes, La Medina i El Raval. La Villa té la seva base en un promontori sobreelevat de toba calcària, la qual cosa li oferia un caràcter de defensa natural. El seu entorn està envoltat per una muralla amb les seves corresponents torres defensives i les diferents portes d'accés a la ciutat. El Barri de La Villa va ser declarat el 1966 Conjunt Històric Artístic de caràcter nacional a causa dels seus edificis i esglésies de gran importància cultural i patrimonial.
- Església de Santa María de Requena. És la més gran de les tres esglésies de La Villa. Datada en el segle xiv. D'estil gòtic florit isabelí, amb una sola nau i capelles adossades entre els seus contraforts. En 1931 va ser declarada Monument Nacional.
- Església del Salvador de Requena. La seva fundació s'atribuïx als temps del rei Alfons XI. Es va edificar sobre el solar d'una ermita dedicada a Santa Bàrbara. La seva obra es va iniciar en 1380 i va concloure en 1533. La seva fàbrica és gòtica amb tres naus. El pòrtic està realitzat en estil gòtic florit isabelí. En el segle xviii, es van realitzar importants reformes i modificacions com la Capella de la Comunió, d'estil neoclàssic, la Sala de Cabildo de Clergues i el Cor. El temple va ser declarat monument històric-artístic i pertany al Tresor Arxivístic Nacional, des del 3 de juny de 1931.
- Església de Santiago Apòstol de Sinarques començà a construir-se l'any 1600 encara que hi ha constància de la realització de diverses obres que han modificat la seva concepció original, la de 1959, quan es va fer el retaule actual, que no guarda unes proporcions amb la resta de l'edifici, ni amb el seu estil artístic general. L'actuació més respectuosa s'ha realitzat recentment. La planta de l'església en la seva dimensió, doble de longitud que d'amplària, segueix les proporcions gòtiques. La nau està coberta amb una volta de creueria bifòlia, excepte en l'absis que els fa amb volta de creueria amb terceletes i lligams. En el centre de l'absis està esculpit l'escut nobiliari dels senyors de Sinarques que ha estat adoptat com oficial per l'Ajuntament. D'estil renaixentista trobem els arcs forners de mig punt i les pilastres d'ordre dòric les grans i toscà en les capelles. La porta més antiga és la qual dona a la plaça Santa Úrsula.
- Nucli històric d'Utiel, replet de sabor medieval i amb traçats que denoten el seu passat àrab, en els carrers com la d'Armes, Trinitat, Enmig i Beat Gálvez, es poden trobar habitatges de planta baixa, que en el seu moment va ser vestíbul i pis únic, amb volada i parets encofrades amb suports verticals de taules i bigues de cap llaurat. De major entitat van ser les casones pairals dels nobles i gentilhomes de les quals encara es conserven algunes amb els seus blasons en llindes i façanes. Altres residències d'algunes famílies de llinatge nobiliari van ser construïdes posteriorment en el que van ser ravals o extramurs com són les de Medina, Córdova i Alamazón, aquesta última va ser restaurada recentment i és propietat municipal, en l'actualitat s'utilitza per a mostrar exposicions artístiques. Destaca la casa de Pasiego, construïda en el passat segle, és una grandiosa mansió amb 24 balconades a l'exterior, planta baixa i dos pisos amb un important pati, jardí i cotxeres. Al llarg de tot el nucli antic es poden admirar petites construccions típiques amb portes tallades en les quals hi ha interessants baldes o picaportes, reixes de forja en rombes i la característica mitja canya, sobre la qual descansen les típiques balconades, que per sort ostenten encara moltes cases utielanes.
- Casa Consistorial d'Utiel és un noble edifici de sòbria i elegant arquitectura castellana, amb bella portada d'estil neoclàssic. Té planta baixa i dos pisos amb balconades de típica traça. Sota el ràfec l'escut Real Espanyol de l'època dels Borbó. En l'interior de l'Ajuntament es conserven diversos documents de l'època medieval, entre ells la Carta de poblament concedida per Pere I de Castella a Utiel en 1355.
- Plaça de bous La Utielana és una monumental plaça, una de les més antigues del País Valencià, inaugurada en 1858, que el seua galeria amb capacitat per a 10.000 espectadors, està cobert en part de llotges i "nayas" per un graciós sostre sostingut per 108 columnes amb capitells de ferro de volutes jòniques.
- Castell de Xera és una fortalesa d'origen musulmà, que es localitza en un turó situat a un quilòmetre de la població, des del qual es dominava la vall circumdant, el congost de Tormagal i el viari de Requena.

## Espais naturals
- Les Gorges del Cabriol, es tracta d'un territori abrupte i aïllat que està protegit a banda i banda del riu, tant al costat valencià com al vessant castellanomanxec. Les formes sinuoses del barranc completen un paisatge únic al País Valencià que a la comarca anomenen Los Cuchillos. Aquestes gorges són originades per l'erosió de les parts més blanes de la roca que generen espectaculars crestes verticals. Està protegit sota la figura de Parc Natural.
- L'Embassament del Buseo, a Xera.
- El Parc Natural de Xera-Sot de Xera posseïx uns rellevants valors mediambientals, paisatgístics i culturals, a més de ser la seu del primer parc geològic del País Valencià, el Parc Geològic de Xera.

## Festes, fires i celebracions populars
- Los Mayos. El 30 d'abril se celebra aquesta tradició castellana a Camporrobles, Fuenterrobles, Venta del Moro i a Xera.
- Setmana de la Confraternitat de Caudete de las Fuentes, a l'estiu.
- Romiatge a la Cova Santa de Fuenterrobles.
- Festa de la Verema de Requena comença l'última setmana d'agost. Són les festes més importants de la ciutat. Els seus actes més importants són l'Ofrena a la Verge dels Dolors i la cavalcada. També és molt famosa la popular nit de la Zurra.
- Fira i Festes en Honor a la Verge del Remei d'Utiel. Celebrades des del primer dissabte de setembre fins al segon diumenge posterior. Tenen com a acte central la romeria que trasllada a la Verge del Remei des de la seua ermita fins al poble.
- Fira de l'Embutit de Qualitat de Requena.
- Utiel Gastronómica. Fira d'alimentació local on destaquen els vins i caves dels cellers integrats en el Consell regulador de la D.O. Utiel-Requena, els productes de carnisseries i forns que pertanyen a l'Associació Marca de Qualitat Utiel Gastronòmica, com mel, olis d'oliva, etc.